# Phyllis Covell
Phyllis Lindrea Covell (* 22. Mai 1895 in London; † 28. Oktober 1982 in Heyshott, Grafschaft West Sussex) war eine britische Tennisspielerin aus England.

## Leben
Covell war in erster Linie eine erfolgreiche Doppelspielerin. 1919 erreichte sie an der Seite von Dorothy Holman das Finale der Hallenweltmeisterschaften in Paris. 1923 gewann sie zusammen mit Kathleen McKane Godfree die Doppelkonkurrenz der US-amerikanischen Meisterschaften. Ein Jahr später war sie bei den Olympischen Spielen 1924 in Paris mit Godfree erneut erfolgreich: die beiden errangen die Silbermedaille im Damendoppel, nachdem sie im Finale den US-Amerikanerinnen Hazel Hotchkiss Wightman und Helen Wills Moody unterlagen. In den Jahren 1924 und 1929 erreichte Covell jeweils die Endspiele im Damendoppel sowie 1921 das Mixed-Finale in Wimbledon.
Sie starb 1982 im Alter von 87 Jahren.

## Doppeltitel
| Nr. | Jahr | Turnier            | Partnerin               | Finalgegnerinnen                      | Endergebnis |
| --- | ---- | ------------------ | ----------------------- | ------------------------------------- | ----------- |
| 1.  | 1923 | US-Meisterschaften | Kathleen McKane Godfree | Hazel Hotchkiss Wightman Eleanor Goss | 6:4, 6:3    |